# Slovakiens Billie Jean King Cup-lag
Slovakiens Billie Jean King Cup-lag representerar Slovakien i tennisturneringen Billie Jean King Cup, och kontrolleras av Slovakiens tennisförbund.

## Historik
Slovakien deltog första gången i turneringen 1994. Slovakien vann turneringen 2002, då man besegrade Spanien med 3–1 vid finalen på Kanarieöarna i början av november det året. År 2024 gick man på nytt till final, men förlorade mot Italien med 0–2 i matcher.